# Scout (coet)

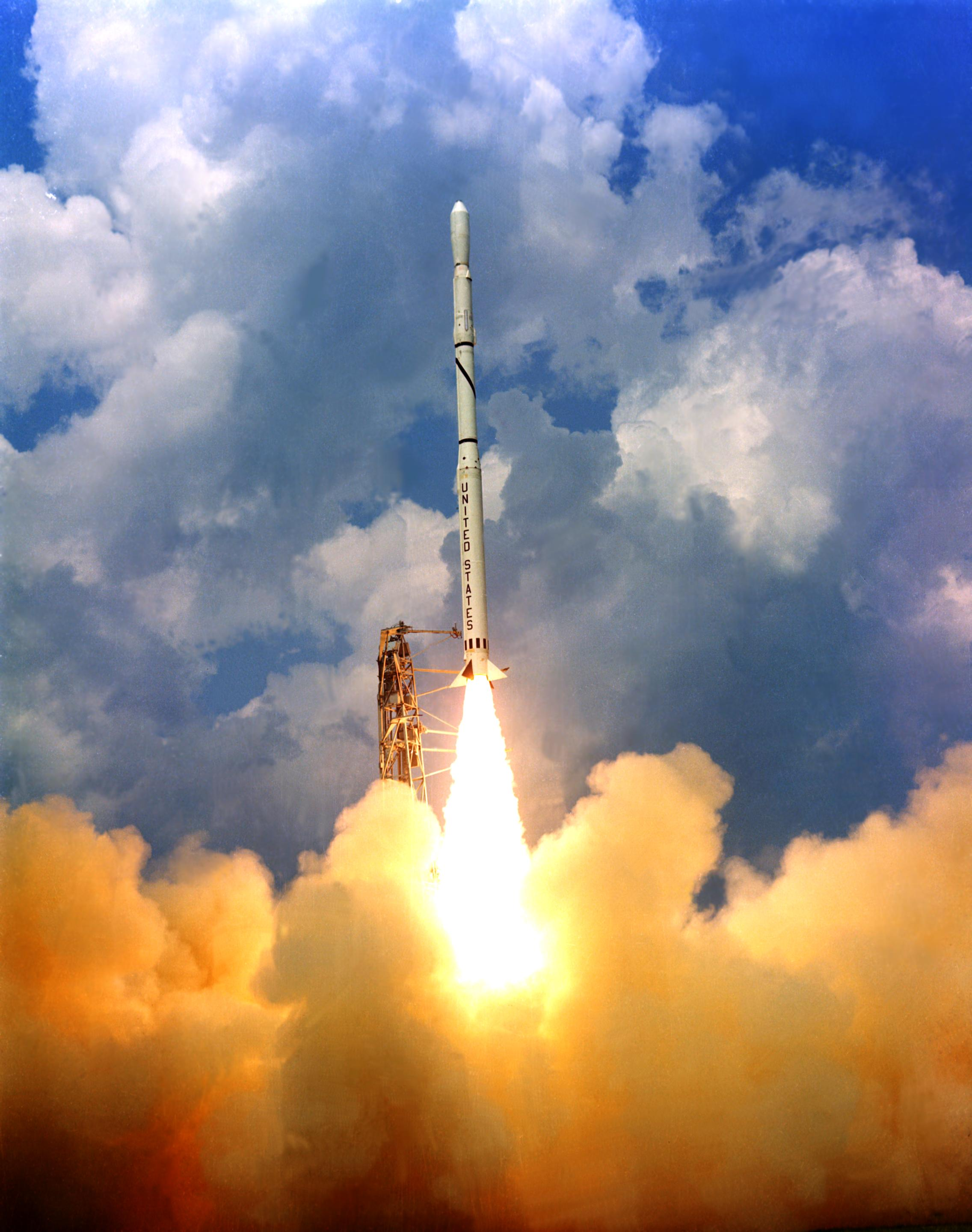
Llançament d'un Scout

Scout (acrònim de Solid Controlled Orbital Utility Test system, en  Anglès) (en Català, Sistema Sòlid Controlat Orbital de Test Útil) va ser la primera família de coets  nord-americans propulsada íntegrament per  combustible sòlid, els coets tenien quatre etapes i el seu origen es remunta a finals dels anys 1950, quan les primeres versions van ser desenvolupades per la força Aèria dels Estats Units i la NASA per obtenir un llançador barat per càrregues relativament petites. L'últim vol d'un Scout va tenir lloc l'any 1994.
Es van llançar coets Scout des de Cap Canaveral, Vandenberg, Wallops Island i des de la plataforma marina italiana San Marco, prop de les costes de Kenya. Itàlia va estudiar la possibilitat de desenvolupar versions millorades del Scout, però mai van arribar a realitzar-se.
El coet era construït per la divisió aeroespacial de LTV.